# Chambéry repülőtér
A Chambéry repülőtér (IATA: CMF, ICAO: LFLB) egy nemzetközi repülőtér Franciaországban, Chambéry közelében. Üzemeltetője a Vinci Airports. Éves utasforgalma 120 970 fő (2022).

## Légitársaságok és úticélok
| Légitársaság    | Célállomások |
| --------------- | --- |
| British Airways | Szezonális: London–City, London–Stansted, Manchester                                                                 |
| Enter Air       | Szezonális charter: Birmingham, Bristol                                                                              |
| S7 Airlines     | Szezonális: Moscow–Domodedovo                                                                                        |
| Titan Airways   | Szezonális charter: London–Gatwick, London-Stansted, Manchester                                                      |
| Transavia       | Szezonális: Amszterdam, Rotterdam                                                                                    |
| TUI Airways     | Szezonális charter: Birmingham, Bristol, East Midlands, Exeter, Glasgow, London–Gatwick, London–Stansted, Manchester |

## Kifutók
A repülőtér futópályái:
- 18/36

## Forgalom
Az utasforgalom az elmúlt években az alábbi módon változott:
| Utasok száma | 77 798 | 114 144 | 137 169 | 194 849 | 270 632 | 233 749 | 225 913 | 212 018 | 200 851 | 120 970 |
|              | 1997   | 2000    | 2003    | 2005    | 2008    | 2011    | 2014    | 2016    | 2019    | 2022    |